# Afghanistan ai Giochi della XI Olimpiade
L'Afghanistan partecipò ai Giochi della XI Olimpiade, svoltisi a Berlino, Germania, dal 1º al 16 agosto 1936, con una delegazione di 15 atleti impegnati in due discipline.

## Risultati

### Atletica leggera
Maschile
| Gara  | Atleta                 | Batterie       | Batterie | Semifinali | Semifinali | Finale | Finale |
| Gara  | Atleta                 | Tempo          | Pos.     | Tempo      | Pos.       | Tempo  | Pos.   |
| ----- | ---------------------- | -------------- | -------- | ---------- | ---------- | ------ | ------ |
| 100 m | Mohammad Mohammad Khan | non conosciuto | N.Q.     | N.D.       | N.D.       | N.D.   | N.D.   |